# Hister pteromalus
Hister pteromalus är en skalbaggsart som beskrevs av Sylvain Auguste de Marseul 1861. Hister pteromalus ingår i släktet Hister och familjen stumpbaggar. Inga underarter finns listade i Catalogue of Life.